# Efe Ambrose
Efetobore ("Efe") Ambrose Emuobo (Kaduna, 18 oktober 1988) is een Nigeriaans voetballer die als verdediger speelt. In 2008 maakte Ambrose zijn debuut in het Nigeriaans voetbalelftal.

## Clubcarrière
Ambrose begon zijn loopbaan in zijn thuisland bij Kaduna United FC en werd in de tussentijd één seizoen uitgeleend aan tweedeklasser Bayelsa United FC. In het seizoen 2008/09 won hij met Bayelsa de Nigeriaanse landstitel. Tussen 2006 en 2010 kwam hij in 89 competitiewedstrijden in actie voor Kaduna United, waarin hij zeven doelpunten maakte. Ambrose won in het laatste seizoen bij Kaduna de Nigeriaanse beker. In de zomer van 2010 maakte hij de overstap naar MS Asjdod, waar hij in drie seizoenen 24 wedstrijden in de Ligat Ha'Al speelde.
Op 31 augustus 2012 tekende Ambrose een contract voor drie seizoenen bij Celtic FC. Drie weken later maakte hij zijn debuut in de Schotse competitie in het duel tegen Dundee FC; een week later stond Ambrose in het basiselftal. Vanaf dat moment was hij een vaste waarde in het elftal van Celtic. Ambrose speelde in zijn eerste seizoen in Schotland 27 wedstrijden (drie doelpunten) en won met Celtic de landstitel. In het seizoen 2013/14 was Ambrose het meest actief: hij speelde in alle 38 wedstrijden, waarvan 37 met een basisplaats. Ambrose won met Celtic in mei 2015 voor de derde maal op rij het landskampioenschap van Schotland. In het seizoen 2015/16 kreeg hij op 26 september 2015 in de competitiewedstrijd tegen Heart of Midlothian (0–0) zijn eerste rode kaart uit zijn carrière in het betaald voetbal; in de blessuretijd werd hij weggestuurd. Op 25 oktober 2015 speelde Ambrose zijn honderdste competitiewedstrijd in dienst van Celtic (5–0 overwinning op Dundee United). Op 31 januari 2017 zou hij tot het einde van het seizoen verhuurd worden aan Blackburn Rovers. Dit ging niet door omdat Ambrose geen werkvergunning kreeg. Op 1 maart werd hij verhuurd aan Hibernian. Die club nam hem vervolgens over. In januari 2019 verliet hij de club. Hij vervolgde zijn loopbaan bij Derby County maar verliet de club medio 2019 zonder dat hij in actie kwam. In februari 2020 sloot Ambrose aan bij Livingston FC.

## Interlandcarrière
Ambrose speelde twee wedstrijden op de Olympische Zomerspelen 2008, waar Nigeria een zilveren medaille behaalde. Op 10 februari 2013 won hij met Nigeria het Afrikaans kampioenschap voetbal 2013 na een 1–0 overwinning op Burkina Faso. Ambrose nam in juni 2014 met zijn land deel aan het wereldkampioenschap voetbal 2014 in Brazilië. Hij speelde elke wedstrijd volledig mee in de groepsfase met een gelijkspel tegen Iran (0–0), een overwinning op Bosnië en Herzegovina (1–0) en een nederlaag tegen Argentinië (2–3). Nigeria plaatste zich zodoende voor de achtste finale: Ambrose verloor met zijn land die wedstrijd op 30 juni 2014 van het Frans voetbalelftal.

## Erelijst
Nigeria
- Afrikaans kampioenschap voetbal

2013
- Olympische Zomerspelen

2008 
 Bayelsa
- Premier League (Nigeria)

2009
 Kaduna United
- Beker van Nigeria

2010
 Celtic FC
- Scottish Premier League

2013, 2014, 2015
- Scottish Cup

2013
- Scottish League Cup

2015
1 Enyeama ·
2 Yobo  ·
3 Echiéjilé ·
4 Obiora ·
5 Ambrose ·
6 Egwuekwe ·
7 Musa ·
8 Ideye ·
9 Emenike ·
10 Mikel ·
11 Moses ·
12 Gabriel ·
13 Ogude ·
14 Oboabona ·
15 Uche ·
16 Ejide ·
17 Onazi ·
18 Uzoenyi ·
19 Mba ·
20 Igiebor ·
21 Oshaniwa ·
22 Omeruo ·
23 Agbim ·
Coach: Keshi
1 Enyeama ·
2 Yobo  ·
3 Uzoenyi ·
4 Gabriel ·
5 Ambrose ·
6 Egwuekwe ·
7 Musa ·
8 Odemwingie ·
9 Emenike ·
10 Mikel ·
11 Moses ·
12 Odunlami ·
13 Oshaniwa ·
14 Oboabona ·
15 Azeez ·
16 Ejide ·
17 Onazi ·
18 Babatunde ·
19 Nwofor ·
20 Uchebo ·
21 Agbim ·
22 Omeruo ·
23 Ameobi ·
Coach: Keshi